# 消防夫

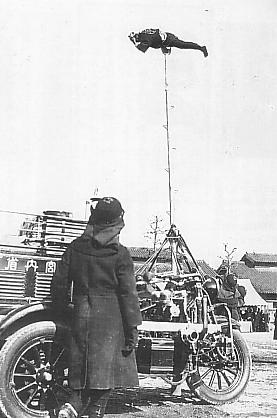
梯子乗りの披露をする消防夫

消防夫（しょうぼうふ）は、戦前の宮内省皇宮警察に所属していた職員である。

## 概要
宮内省皇宮警察では宮城（皇居）内の消防も所管しており、皇宮警察官に消防業務を担わせるとともに、消防を担当する職員を別途に配属することになった。
宮城外の消防組員に相当し、階級も「組頭」「小頭」「消防夫」の三階級制であった。
消防夫は一昼夜隔日勤務を行い、平時は防火のためのパトロールや消防器具の手入れを行い、火災時には消火活動に従事した。消防夫は日給制で諸手当も支給された。傷病手当や退職手当も整備された。
消防組織法の制定により、皇居も東京消防庁（丸の内消防署）の管轄下に置かれることになったため、廃止された。ただし皇宮警察の消防設備や機能はそのまま温存された。現在は皇宮護衛官が皇居内の消防業務を担っている。